# Sandro Bellucci

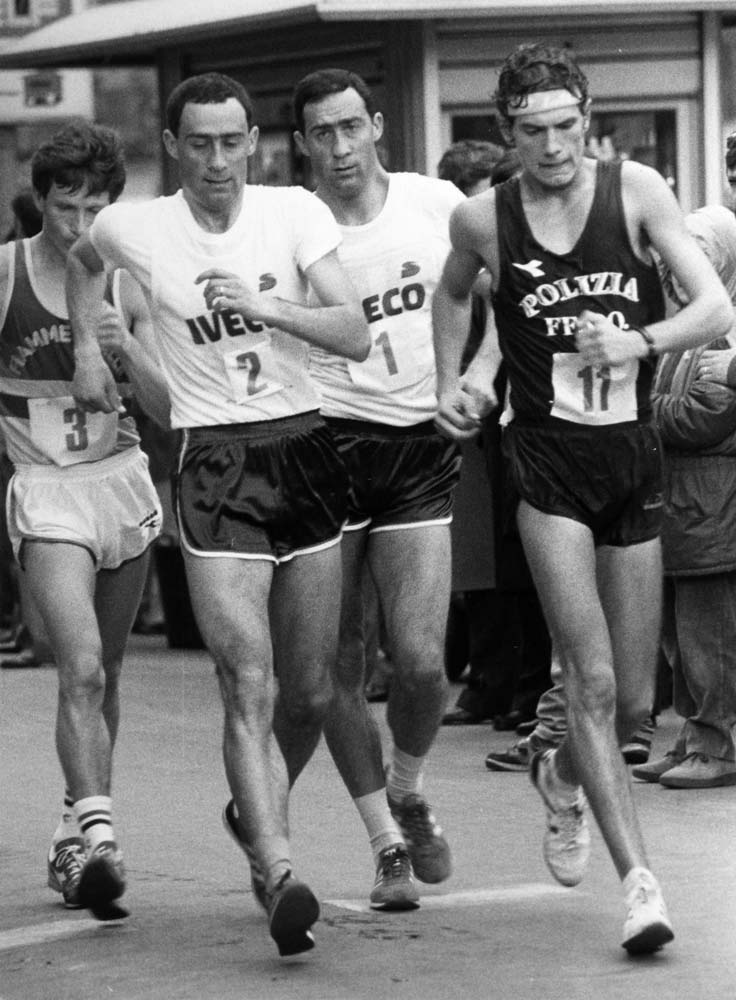
Sandro Bellucci (ganz links, Nr. 3) in den 1970er Jahren

Alessandro „Sandro“ Bellucci (* 21. Februar 1955 in Lanuvio) ist ein ehemaliger italienischer Geher, der auf der 50-Kilometer-Distanz erfolgreich war.
International trat er erstmals 1981 in Erscheinung, als er beim Weltcup der Geher in Valencia Dritter wurde. Bei den Leichtathletik-Weltmeisterschaften 1983 in Helsinki belegte er den siebten Platz. Den bedeutendsten Erfolg seiner Karriere feierte er bei den Olympischen Spielen 1984 in Los Angeles. Dort gewann er hinter dem Mexikaner Raúl González und dem Schweden Bo Gustafsson die Bronzemedaille.
Bei den Leichtathletik-Europameisterschaften 1986 in Stuttgart belegte Bellucci den elften, bei den Leichtathletik-Weltmeisterschaften  1987 in Rom den sechsten Platz. Dagegen reichte es für ihn bei den Olympischen Spielen 1988 in Seoul nur zu Platz 32. Bei den Leichtathletik-Europameisterschaften 1990 in Split wurde er Achter.
Sandro Bellucci ist 1,70 m groß und hatte ein Wettkampfgewicht von 56 kg.

## Bestleistungen
- 50 km: 3:48:08 h, 17. April 1988, Molfetta